# Partiskolen for det kinesiske kommunistpartis centralkomite
 Der er for få eller ingen kildehenvisninger i denne artikel, hvilket er et problem. Du kan hjælpe ved at angive troværdige kilder til de påstande, som fremføres i artiklen.

Partiskolen for det kinesiske kommunistpartis centralkomite er en skole hvor kinesiske elever bliver undervist i Kinas kommunistiske parti (CPC) og hvordan man er en god samfundsborger.
Bemærkelsesværdige ledere af skolen er bl.a. den nuværende præsident for Folkerepublikken Xi Jinping.
| Politik | Spire Denne artikel om politik og ideologi er en spire som bør udbygges. Du er velkommen til at hjælpe Wikipedia ved at udvide den. |

40°00′21″N 116°16′21″Ø / 40.0058°N 116.2725°Ø